# قائم‌آباد (بافت)
قائم‌آباد یا موتور ایلخانی روستایی در دهستان فتح‌آباد بخش مرکزی شهرستان بافت استان کرمان ایران است.

## جمعیت
بر پایه سرشماری عمومی نفوس و مسکن در سال ۱۳۹۵ جمعیت این روستا ۳۳ نفر (۱۰خانوار) بوده‌است.